# Laurent Jaoui (réalisateur)
Pour les articles homonymes, voir Laurent Jaoui et Jaoui.
 (mai 2023).
Si vous disposez d'ouvrages ou d'articles de référence ou si vous connaissez des sites web de qualité traitant du thème abordé ici, merci de compléter l'article en donnant les références utiles à sa vérifiabilité et en les liant à la section « Notes et références ».
Laurent Jaoui, né à Tunis, est un scénariste et réalisateur français. Il est parfois crédité sous le nom de Jaoui-Zerah. Il est président de l'Union des Réalisatrices et Réalisateurs (U2R)

## Biographie

### Famille
Laurent Jaoui naît au sein d'une famille juive originaire de Tunisie. Il est le fils de Hubert Jaoui, conseil et formateur spécialisé dans la créativité marketing, et de Gyza Jaoui, psychothérapeute spécialiste de l'analyse transactionnelle, et le frère d'Agnès Jaoui.
« Communistes non marxistes, sionistes, modernes, très libres », ses parents fuient leur pays accédant à l'indépendance en 1962 pour s’enrôler dans un kibboutz du mouvement Hachomer Hatzaïr. Après une année passée dans ce kibboutz, sa famille arrive à Paris.
Ses parents n'ont aucun rapport avec le cinéma, mais ils écrivent tous les deux.
L'acteur Dominique Zardi est le cousin de son père. 

## Filmographie
Laurent Jaoui réalise des films de télévision, des documentaires ainsi que des courts-métrages. Il a également écrit de nombreux scénarios pour le cinéma[réf. nécessaire] et la télévision.

### Comme réalisateur
- 1996 : À découvert
- 1997 : Chaos technique
- 1998 : Jeanne et le loup
- 1999 : Pepe Carvalho (épisode Up & Down)
- 2001 : L'Affaire Kergalen
- 2002 : Carnets d'ado, épisode Petit homme
- 2003 : La Fonte des neiges
- 2005 : Colomba
- 2005 : Par la grande porte
- 2006 : Dombais et fils
- 2007 : Sarah Bernhardt, une étoile en plein jour
- 2008 : La Traque
- 2010 : Camus
- 2011 : La Résidence
- 2012 : Obama, l'homme qui voulait changer le monde
- 2012 : Le Destin de l'Inde
- 2013 : Cent pages blanches
- 2014 : La Guerre des ondes
- 2015 : Résistances
- 2017 : Rien ne vaut la douceur du foyer
- 2023 : « Ukraine, soldats de l'information » sur Canal+

### Comme scénariste
- 2001 : L'Affaire Kergalen
- 2008 : La Traque
- 2003 : La Fonte des neiges
- 2005 : Colomba - adaptation d'après Colomba de Prosper Mérimée
- 2005 : Par la grande porte
- 2006 : Dombais et fils
- 2008 : La Traque
- 2010 : Camus
- 2013 : Cent Pages blanches
- 2014 : La guerre des ondes
- 2020 : Histoire de l'antisémitisme